# Vao (Insel)
Vao ist eine Insel vor der Nordostküste von Malakula in Vanuatu. Die Volkszählung von 1999 ergab eine Bevölkerung von 667 Personen, die 2009 auf 898 anstieg.
Auf der Insel wird die Sprache Vao gesprochen.